# Горка (Бокситогорське міське поселення)
Горка (рос. Горка) — присілок Бокситогорського району Ленінградської області Росії. Входить до складу Бокситогорського міського поселення.
Населення — 10 осіб (2003 рік).